# Ребирково
Ребирко́во (болг. Ребърково) — село у Врачанській області Болгарії. Входить до складу общини Мездра.

## Населення
За даними перепису населення 2011 року у селі проживали 346 осіб.
Національний склад населення села:
| Національність   | Кількість осіб | Відсоток |
| ---------------- | -------------- | -------- |
| болгари          | 303            | 88,9%    |
| цигани           | 37             | 10,9%    |
| Всього відповіли | 341            |          |

Розподіл населення за віком у 2011 році:
Динаміка населення: